# Streptosiphon hirsutus
Streptosiphon hirsutus är en akantusväxtart som beskrevs av Gottfried Wilhelm Johannes Mildbraed. Streptosiphon hirsutus ingår i släktet Streptosiphon och familjen akantusväxter. Inga underarter finns listade i Catalogue of Life.